# گاویاو
گاویاو (به لاتین: Gaoyao District) یک county-level city در جمهوری خلق چین است که در ژاوکینگ واقع شده‌است.

## نگارخانه

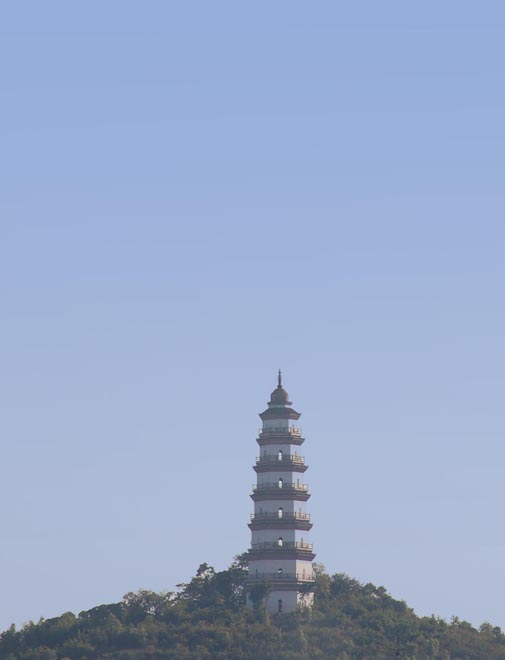
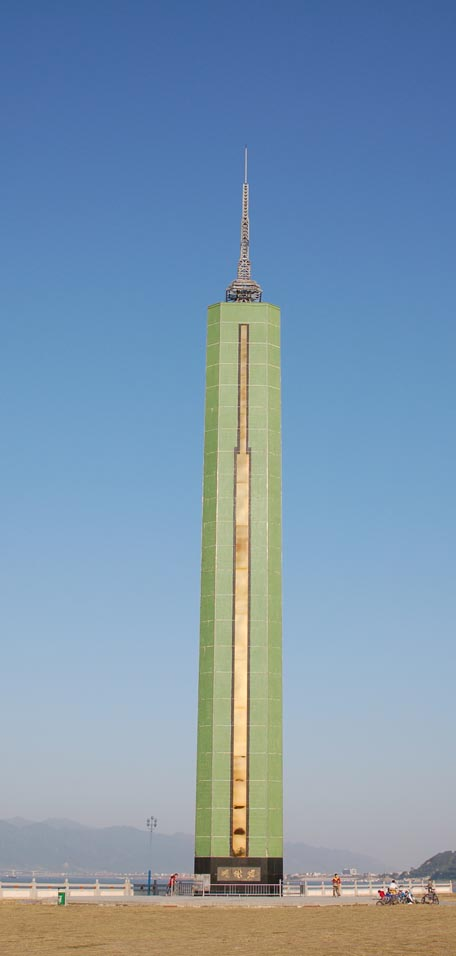